# Ешленд (Алабама)
Ешленд (англ. Ashland) — місто (англ. city) в США, в окрузі Клей штату Алабама. Населення — 1984 особи (2020).

## Географія
Ешленд розташований за координатами 33°16′12″ пн. ш. 85°50′1″ зх. д. / 33.27000° пн. ш. 85.83361° зх. д. (33.269892, -85.833706).  За даними Бюро перепису населення США в 2010 році місто мало площу 19,05 км², з яких 18,97 км² — суходіл та 0,09 км² — водойми.

### Клімат
| Клімат : Ешленд       | Клімат : Ешленд | Клімат : Ешленд | Клімат : Ешленд | Клімат : Ешленд | Клімат : Ешленд | Клімат : Ешленд | Клімат : Ешленд | Клімат : Ешленд | Клімат : Ешленд | Клімат : Ешленд | Клімат : Ешленд | Клімат : Ешленд | Клімат : Ешленд |
| Показник              | Січ.            | Лют.            | Бер.            | Квіт.           | Трав.           | Черв.           | Лип.            | Серп.           | Вер.            | Жовт.           | Лист.           | Груд.           | Рік             |
| Середній максимум, °C | 11,1            | 13,9            | 18,3            | 22,8            | 26,7            | 30,0            | 31,1            | 31,1            | 28,3            | 23,3            | 17,8            | 13,3            | 22,2            |
| Середній мінімум, °C  | −1,1            | 0,6             | 3,9             | 8,3             | 12,8            | 17,2            | 19,4            | 18,9            | 15,6            | 8,9             | 4,4             | 0,6             | 8,9             |
| Норма опадів, мм      | 140             | 142             | 170             | 117             | 114             | 112             | 140             | 107             | 107             | 86              | 114             | 130             | 1478            |
| --------------------- | --------------- | --------------- | --------------- | --------------- | --------------- | --------------- | --------------- | --------------- | --------------- | --------------- | --------------- | --------------- | --------------- |
| Джерело: Weatherbase  |                 |                 |                 |                 |                 |                 |                 |                 |                 |                 |                 |                 |                 |

## Демографія

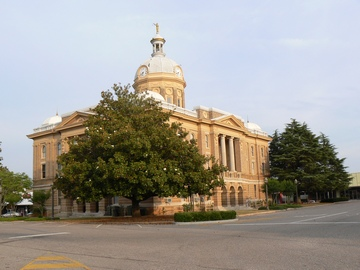
Окружний суд в Ешленді

Згідно з переписом 2010 року, у місті мешкало 2037 осіб у 849 домогосподарствах у складі 516 родин. Густота населення становила 107 осіб/км².  Було 986 помешкань (52/км²).
Расовий склад населення:
| - 71,5 % — білих - 24,1 % — чорних або афроамериканців - 0,7 % — азіатів - 0,3 % — корінних американців - 2,0 % — осіб інших рас |

До двох чи більше рас належало 1,3 %. Частка іспаномовних становила 5,7 % від усіх жителів.
За віковим діапазоном населення розподілялося таким чином: 21,3 % — особи молодші 18 років, 58,3 % — особи у віці 18—64 років, 20,4 % — особи у віці 65 років та старші. Медіана віку мешканця становила 41,8 року. На 100 осіб жіночої статі у місті припадало 84,8 чоловіків;  на 100 жінок у віці від 18 років та старших — 79,6 чоловіків також старших 18 років.
Середній дохід на одне домашнє господарство  становив 40 342 долари США (медіана — 31 438), а середній дохід на одну сім'ю — 51 758 доларів (медіана — 41 875). Медіана доходів становила 40 677 доларів для чоловіків та 25 536 доларів для жінок. За межею бідності перебувало 22,4 % осіб, у тому числі 26,9 % дітей у віці до 18 років та 25,4 % осіб у віці 65 років та старших.
Цивільне працевлаштоване населення становило 995 осіб. Основні галузі зайнятості: виробництво — 37,5 %, освіта, охорона здоров'я та соціальна допомога — 19,6 %, транспорт — 6,6 %, роздрібна торгівля — 6,2 %.

## Відомі особистості
В поселенні народилися:
- Г'юґо Блек (1886—1971) — американський політик і юрист. Член Демократичної партії США. Був сенатором від штату Алабама в Сенаті США з 1927 по 1937 рр. Суддя Верховного суду США з 1937 по 1971 рр.
- Боб Райлі (1944) — американський політик.